# Mesochorus infractus
Mesochorus infractus là một loài tò vò trong họ Ichneumonidae.